# Litotelater
Litotelater — род жуков-щелкунов подсемейства Denticollinae.

## Распространение
Распространены на континенте Австралии, а именно в крайней (береговой) восточной и юго-восточной части.

## Систематика
В составе рода:
- вид: Litotelater divaricatus (Carter, 1939)
- вид: Litotelater hirtus (Candèze, 1863)
- вид: Litotelater pulsi (Candèze, 1878)
- вид: Litotelater queenslandicus (Blair, 1935)
- вид: Litotelater rotundicollis (Candèze, 1878
- вид: Litotelater rufipes (Schwarz, 1903) typus
- вид: Litotelater testaceus (Candèze, 1863)